# Good as I Been to You
Good as I Been to You – 28. całkowicie akustyczny, solowy album studyjny, nagrany przez Boba Dylana w czerwcu i lipcu 1992 r. i wydany w tym samym roku.

## Historia i charakter albumu
W pierwszej połowie 1992 r. Dylan odbył dwie tury koncertowe; 18 marca rozpoczął australijskie tournée, które zakończyło się 18 kwietnia. 22 kwietnia rozpoczął Wiosenne Amerykańskie Tournée po Zachodnim Wybrzeżu, które trwało do 23 maja.
Po poprzednich albumach Dylan usunął się z życia publicznego na prawie dwa lata. W trakcie tego okresu czekał go wyczerpujący ciąg koncertów.
Gdy przystąpił do sesji w Chicago jego zamiarem było nagranie czegoś w rodzaju Self Portrait Vol. 3. Pierwszy Self Portrait miał zdecydowanie zabarwienie country, drugi, czyli Down in the Groove, przesycony był atmosferą głównie lat 50. Teraz postanowił nagrać album, który zawierałby tradycyjne (i mniej tradycyjne) ballady folkowe. Chociaż czuł zawsze silne związki z bluesem i rhythm and bluesem, to jego początki związane były z folkiem. Wiadomo także z jego „Listu do Dave’a Glovera” (lipiec 1963), że czuł się tym już zmęczony, nie chciał dłużej śpiewać „Little Maggie” tylko  „Seven Curses”. Kiedy w 1984 r. zapytano go, dlaczego zaczął sam pisać piosenki, odparł Chciałem mieć piosenki do śpiewania, a przyszła taka chwila, że nie mogłem już niczego śpiewać. Musiałem napisać to, co chciałem śpiewać, ponieważ nikt inny nie pisał tego, co ja chciałem śpiewać.
Chicagowska sesja nie była sesją wyłącznie akustyczną. Producent, David Bromberg, powiedział, że Dylan nagrał wtedy 26 utworów, z czego 15 zostało zmiksowanych. Opisał je jako pewnego rodzaju brzmienie bluegrass – głównie akustyczne, czasem ze skrzypkami i mandoliną. Były także amerykańskie i angielskie („Polly Vaughn” – ballada dziecięca) ballady folkowe.
Po tej sesji Dylan udał się na europejskie tournée. Po powrocie poczuł, że musi uzupełnić tamten zestaw utworów jakimiś solowymi, akustycznymi piosenkami. Nagrał cały zestaw tego typu utworów w swoim studiu garażowym.
Firma Sony w celach reklamowych twierdziła, że wszystkie utwory z tej płyty zostały nagrane przy pierwszym podejściu. Wiadomo, że bardzo nieformalne sesje trwały kilka tygodni. Gdy Dylan nagrał już jakąś ilość materiału, to całkowicie odrzucił nagrania chicagowskie łącznie z samymi utworami. Sięgnął do starych utworów; najświeższa piosenka to „Tomorrow Night” z repertuaru bluesmana Lonniego Johnsona z 1947 r. (autorstwa Sama Coslowa i Williego Grosza).

## Utwory Dylana i ich pewne i możliwe źródła
1. Frankie and Albert. Wiadomo, oczywiście z pierwszych nagrań Mississippi Johna Hurta dokonanych w 1928 r. dla firmy OKeh (jako „Frankie”, album Avalon Blues) i powtórnych po jego ponownym odkryciu w 1963 r. Istnieje także nagranie Leadbelly'ego (Huddie Ledbetter) z 1939 r. (obie części tego utworu znajdują się m.in. na Leabelly Memorial Vols. 3 and 4 z nagrań w tzw. „The Stinson Collectors Series”).
2. Jim Jones. Ballada nieamerykańska. Pochodzi najpewniej od Australijczyka Micka Slocuma z Original Bushwackers i Bullockies Bush Band. Ballada jest tradycyjna, ale Slocum nagrał ją w 1975 r. W 1976 r. nagrał ją brytyjski akordeonista John Kirkpatrick i Dylan zapewne posłużył się jego wersją.
3. Blackjack Davey. Dylan wykonywał ten utwór już w 1961 r. Przy Good as I Been to You być może posłużył się wersją Mike’a Seegera z 1988 r. z albumu Fresh Oldtime String Band Music.
4. Canadee-I-O. Dylan najpewniej posłużył się wersją Nicka Jonesa z jego albumu z 1980 r. Penguin Eggs.
5. Sittin' on Top of the World. Źródłem jest oryginalne nagranie Mississippi Sheiks z 1930 r. dla firmy Okeh. Melodia jest zapożyczona od Tampy Reda, mimo że wokalista grupy Walter Vinson twierdził, że skomponował ją gdy szedł na tańce w Itta Bena, Mississippi. Utwór ten został nagrany także przez Bill Monroe and His Blue Grass Boys oraz, w  wersji mocno bluesowej przez Howlin’ Wolfa. Jest to jeden z popularniejszych do dziś utworów, nagrywany nawet przez białe zespoły rockowo-bluesowe (Cream). 21 października 1961 r. Dylan wziął udział w sesji nagraniowej pieśniarki bluesowej Victorii Spivey (wtedy się z nią zaprzyjaźnił), której plonem był album Three Kings & Queen Vols. 1 & 2. Dograł harmonijkę do czterech utworów, między którymi była wersja „Sittin' on Top of the World”.
6. Little Maggie. Dylan wykonywał ten utwór jeszcze zanim stał się sławny. Elektryczną wersję piosenki zagrał na koncercie w Perth w 1992 r. Można przypuszczać, że nagrał ją także na sesjach chicagowskich. Utwór ma korzenie bluegrassowe. Najpewniej artysta mógł posłużyć się nagraniem Toma Paleya z 1953 r., które znalazło się na 10-calowej płytce Folk Songs from the Southern Appalachian Mountains. Tom Paley był członkiem New Lost City Ramblers.
7. Hard Times.  Utwór z końca XIX wieku, napisany przez Stephena Camptown Races Fostera. Wersję tej piosenki, którą mógł posłużyć się Dylan zawiera koncertowy album Emmylou Harris z 1991 roku.
8. Step It Up and Go. Blind Boy Fuller nagrał ten utwór 5 marca 1940 r. w Nowym Jorku z partnerem Browniego McGhee Sonnym Terrym na harmonijce i George’em „Oh Red” Washingtonem na tarce. Brownie McGhee, nagrał go 7 sierpnia 1940 w Chicago z Jordanem Webbem na harmonijce i z Washingtonem na tarce. McGhee nagrał go pod pseudonimem Brother George.  21 października 1940 r. utwór ten został nagrany przez grupę Black Cats and the Kitten w Chicago.
9. Tomorrow Night. Została nagrana przez Lonniego Johnsona 10 grudnia 1947 r. w Cincinnati w kwintecie. Było to przed świętami Bożego Narodzenia, stąd jej sentymentalny charakter.
10. Arthur McBride. Bardzo trudny do znalezienia utwór. Dylan najpewniej znalazł go na płycie Paula Brady’ego Andy Irvine Paul Brady z 1976 r.
11. You're Gonna Quit Me. Utwór bluesowego gitarzysty i wokalisty Blind Blake'a nagrany przez niego w październiku 1927 r. w Chicago jako „You Gonna Quit Me Blues”.
12. Diamond Joe. Być może (a nawet raczej na pewno) Dylan nauczył się tego utworu jeszcze od Ramblin’ Jacka Elliotta.
13. The Froggy Went a-Courtin'. Jeden z anglosaskich utworów dla dzieci. Być może Dylan posłużył się tu wersją Mike’a i Peggy Seegerów z ich albumu American Folk Songs for Children z 1977 r. Utwór ten został także nagrany przed trio Woody Guthrie, Cisco Houston i Sonny Terry w latach 40.

## Muzycy
- Bob Dylan – gitara, harmonijka, śpiew

## Spis utworów
| 1.  | Frankie & Albert            | 3:50  |
|     |                             |       |
| 2.  | Jim Jones                   | 3:55  |
|     |                             |       |
| 3.  | Blackjack Davey             | 5:49  |
|     |                             |       |
| 4.  | Canadee-I-O                 | 4:23  |
|     |                             |       |
| 5.  | Sittin' on Top of the World | 4:30  |
|     |                             |       |
| 6.  | Little Maggie               | 2:55  |
|     |                             |       |
| 7.  | Hard Times                  | 4:34  |
|     |                             |       |
| 8.  | Step It up and Go           | 2:57  |
|     |                             |       |
| 9.  | Tomorrow Night              | 3:43  |
|     |                             |       |
| 10. | Arthur McBride              | 6:22  |
|     |                             |       |
| 11. | You're Gonna Quit Me        | 2:48  |
|     |                             |       |
| 12. | Diamond Joe                 | 3:17  |
|     |                             |       |
| 13. | Froggie Went a-Courtin'     | 6:23  |
|     |                             |       |
|     |                             | 55:26 |
|     |                             |       |

## Odrzucone utwory
1. Rise Again
2. Nobody's Fault But Mine
3. The Lady Came from Baltimore
4. Polly Vaughn
5. Casey Jones
6. Duncan and Brady
7. Catskills Serenade
8. World of Fools

## Opis albumu
- Producent – David Bromberg (sesja 1), Debbie Gold (sesje 2, 3) dla The Gold Network
- Nagranie i miksowanie – Micajah Ryan
- Miejsce i data nagrania

1. Acme Recording Studio, Chicago, Illinois; wczesny czerwiec-połowa czerwca 1992 (odrzuty 1–8)
2. Garażowe studio Dylana, Malibu, Kalifornia; koniec lipca-wczesny sierpień 1992 (album 1–13)

- Mastering – Stephen Marcussen
- Studio – Precision Mastering, Los Angeles
- Cyfrowy mastering – Mark Wilder
- Kierownictwo artystyczne i projekt – Dawn Patrol, Los Angeles, Kalifornia
- Fotografia na okładce – Jimmy Wachtel
- Czas – 55 min 31 s
- Firma nagraniowa – Columbia
- Numer katalogowy – CK 53200
- Data wydania – 3 listopada 1992

## Listy przebojów

### Album
| Rok  | Lista                           | Pozycja |
| ---- | ------------------------------- | ------- |
| 1992 | Billboard USA. Albumy popowe    | 51      |
| 1992 | Melody Maker USA. Albumy popowe | 18      |